# Andromeda (mitologija)
Andromeda (grč. Ανδρομέδη, Andromedē) u grčkoj mitologiji Kefejova je i Kasiopejina kći, Perzejeva žena.

## Etimologija
Andromedino je grčko ime Ανδρομέδη sastavljeno od ανδρος (andros) = "čovjek" i μηδομαι (mēdomai) = "misliti". Dakle, znači "misliti kao čovjek".

## Mitologija
Posejdon je poslao poplavu i morsko čudovište na Kasiopeju koja se hvalila da je ljepotom jednaka Nereidama. Amonska je proročica izrekla da je jedini lijek taj da kralj izloži svoju kćer Andromedu čudovištu Ketu.
Privezali su je za stijenu na obali, a Perzej je, pošto je odsjekao Meduzinu glavu, rekao da će je spasiti ako je potom dobije za ženu. Roditelji su pristali, a on je tom čudovištu također odsjekao glavu i oženio je, usprskos Fineju kojem je bila obećana. Na vjenčanju je među njima došlo do svađe među dvojicom, a Finej je sa svojim ljudima napao Perzeja koji je prijateljima ubrzo rekao da skrenu pogled. Izvadio je Meduzinu glavu, a Finej se, nakon što ju je vidio, pretvorio u kamen, zajedno sa svojim ljudima.
Andromeda je slijedila svoga muža u Arg i postala predak obitelji Perzeida, zbog svog sina Perza. Imali su šest sinova: Perz, Alkej, Helej, Mestor, Stenel, Elektrion i kći Gorgofonu. Njihovi su potomci vladali Mikenom te uključuju i velikog Herakla.
Poslije njene smrti, Atena ju je smjestila na sjeverno nebo, pa se zviježđe Andromede nalazi blizu Perzeja i Kasiopeje.

## Vanjske poveznice
- Andromeda u grčkoj mitologiji (engl.)